# 대한민국 형사소송법 제18조
대한민국 형사소송법 제18조는 기피의 원인과 신청권자에 대한 형사소송법의 조문이다.

## 조문
제18조(기피의 원인과 신청권자) ① 검사 또는 피고인은 다음 경우에 법관의 기피를 신청할 수 있다.
1. 법관이 전조 각 호의 사유에 해당되는 때
2. 법관이 불공평한 재판을 할 염려가 있는 때
②변호인은 피고인의 명시한 의사에 반하지 아니하는 때에 한하여 법관에 대한 기피를 신청할 수 있다.

第18條(忌避의 原因과 申請權者) ① 檢事 또는 被告人은 다음 境遇에 法官의 忌避를 申請할 수 있다.
1. 法官이 前條 各 號의 事由에 該當되는 때
2. 法官이 不公平한 裁判을 할 念慮가 있는 때
②辯護人은 被告人의 明示한 意思에 反하지 아니하는 때에 限하여 法官에 對한 忌避를 申請할 수 있다.

## 참고 문헌
- 손동권 신이철, 새로운 형사소송법(초판, 2013), 세창, 2013. ISBN 9788984114081

## 같이 보기
- 제척
- 기피